# Музей археологии и антропологии Пенсильванского университета
Музей археологии и антропологии Пенсильванского университета (англ. The University of Pennsylvania Museum of Archeology and Anthropology, сокращённо Penn Museum) основан в 1887 году при Пенсильванском университете в г. Филадельфия. В начале XX века музей организовал несколько важных археологических и антропологических экспедиций в Египет, Месопотамию, Африку, Восточную Азию и Латинскую Америку; материалы экспедиций (включая две урские арфы) составили часть экспозиции музея.